# Alice et les Faux-monnayeurs
Alice et les Faux-monnayeurs (titre original : The Secret of Red Gate Farm, littéralement : Le Secret de la ferme Le Portail rouge) est le sixième roman de la série américaine Alice (Nancy Drew en VO) écrit par Caroline Quine, nom de plume collectif de divers auteurs. L'auteur de ce roman est  Mildred Wirt Benson. 
Aux États-Unis, le roman a été publié pour la première fois en 1931 par Grosset & Dunlap, à New York. En France, il est paru pour la première fois en 1968, dans sa version abrégée, chez Hachette Jeunesse dans la collection « Bibliothèque verte » sous le no 352. 

## Résumé
Remarque : le résumé est basé sur l'édition cartonnée non abrégée parue en 1968 en langue française.
Ayant fini leurs emplettes dans une ville voisine de River City, Alice et ses amies Bess et Marion se dépêchent pour ne pas manquer le train du retour. Mais Bess ne peut s'empêcher d'entrer dans une boutique pour y acheter du parfum. 
La réticence de la vendeuse à lui vendre le parfum qu'elle a choisi surprend Bess et ses amies. Dans le train qui les ramène à River City, la bouteille de parfum tombe et asperge une chaussure d'Alice. La lourde senteur incommode une jeune fille qui s'évanouit.
Revenant à elle, la jeune fille, Milly, leur confie que son évanouissement est dû à sa sous-alimentation et à ses contrariétés. Elle leur explique également qu'elle vient de la ferme de sa grand-mère, Les Baies Rouges, pour venir trouver du travail en ville afin de pouvoir garder la ferme, menacée par des difficultés financières. Apitoyée, Alice offre d'accompagner Milly en ville et d'assister à ses entretiens d'embauche. N'ayant pas trouvé d'emploi, Milly est contrainte de retourner dans sa ferme. Alice lui propose de la ramener chez elle en voiture. 
En remerciement, Milly invite Alice, Bess et Marion à venir séjourner quelque temps à la ferme de sa grand-mère, invitation acceptée avec enthousiasme. Sur place, le trio apprend qu'une secte a établi un camp non loin de la ferme. Alice et ses amies sont témoins de leurs étranges rites...

## Personnages

### Personnages récurrents
- Alice Roy : jeune détective amateur blonde, orpheline de mère, fille de James Roy.
- James Roy :  avoué[2] de renom, père d'Alice Roy, veuf.
- Sarah : la vieille gouvernante des Roy, qui a élevé Alice à la mort de sa mère.
- Bess Taylor : blonde jeune fille, une des meilleures amies d'Alice.
- Marion Webb : brune jeune fille, cousine germaine de Bess Taylor et une des meilleures amies d'Alice.

### Personnages spécifiques à ce roman
- Milly (Millie Byrd en VO) : jeune fille venue à la ville pour y chercher du travail.
- Mme Barn (Mrs. Byrd en VO) : grand mère de Milly. qui possède la Ferme des baies rouges.
- Rudolph : valet de ferme.
- Mme Salisbury : pensionnaire à la Ferme des baies rouges.
- M. Auerbach : pensionnaire à la Ferme des baies rouges.
- Karl Auerbach : fils de M. Auerbach.
- Maurice Fork : malfaiteur.
- Yvonne Wong : malfaiteur.

## Éditions françaises
Note : Toutes les éditions ont paru aux éditions Hachette Jeunesse.
- 1968 : Alice et les Faux-monnayeurs — coll. « Bibliothèque verte » no 352, cartonné, texte original[3]. Illustré par Albert Chazelle. Traduction d'Anne Joba. 25 chapitres. 185 p.  ;
- 1975 : Alice et les Faux-monnayeurs — coll. « La Galaxie », cartonné, texte abrégé. Illustré par Josette Mimran. Traduction d'Anne Joba. 25 chapitres. 154 p.  ;
- 1983 : Alice et les Faux-monnayeurs — coll. « Bibliothèque verte », cartonné (série "striée"[4]), texte abrégé. Couverture de Joseph Sheldon, illustrations intérieures d'Albert Chazelle. Traduction d'Anne Joba. 25 chapitres. 184 p.  ;
- 1984 : Alice et les Faux-monnayeurs — coll. « Bibliothèque verte » (série "striée"[4]), cartonné, texte abrégé. Nouvelle couverture de Jean Sidobre, illustrations intérieures d'Albert Chazelle. Traduction d'Anne Joba. 25 chapitres. 184 p.  ;
- 2006 : Alice et les Faux-monnayeurs — coll. « Bibliothèque verte » no 2 (série Marguerite Sauvage), format mi-souple, texte abrégé. Illustré par Marguerite Sauvage. Traduction d'Anne Joba. 25 chapitres. 188 p.  ;
- 2014 : Alice et les Faux-monnayeurs — coll. « Bibliothèque rose » no 2 (série Marguerite Sauvage), format mi-souple, texte modifié[5]. Illustré par Marguerite Sauvage. Traduction d'Anne Joba. 25 chapitres. 188 p.

## Remarques
- En France, ce roman n'est jamais paru dans la version originale intégrale, mais dans la version revue et abrégée aux États-Unis en 1961.
- À noter pour ce titre une absence de réédition en France de dix ans, de 1986 à 2006.